# Cei Patru Mari (roman)
Cei Patru Mari este un roman polițist scris de scriitoarea britanică Agatha Christie în anul 1927.